# Агриппин Александрийский
Епи́скоп Агриппи́н (греч. Αγριππίνος, Агриппа; ум. 12 февраля 178) — десятый епископ Александрийский.
Известен из епископских списков. Почитается святым в Коптской Церкви; память 30 января (5 день мешир).
Когда умер епископ Клавдиан, народ и духовенство Александрии избрали Агриппина новым предстоятелем Александрийской Церкви.
Согласно его коптскому житию, Епископ Агриппин проповедовал слово Божие и учил вере народ. Он хранил свою паству всеми силами, уча их и молясть за них. Он не стремился владеть серебром или золотом, разве только для удовлетворения самых основных потребностей. Через 12 лет после взошествия на престоле Святого Марка, он почил с миром.